# Periclimenes rectirostris
Periclimenes rectirostris är en kräftdjursart som beskrevs av Bruce 1981. Periclimenes rectirostris ingår i släktet Periclimenes och familjen Palaemonidae. Inga underarter finns listade i Catalogue of Life.